# Peninsula Melville

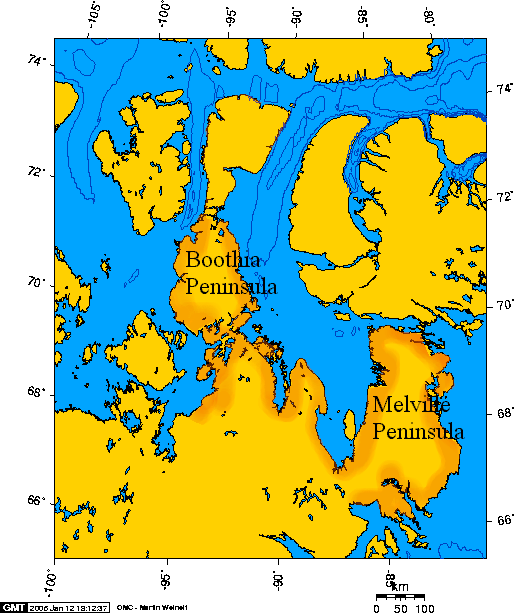
Peninsulele Boothia şi Melville în nordul Canadei

Peninsula Melville este o peninsulă de mari dimensiuni (cca. 65.000 km2  în nordul Canadei continentale, aparținând administrativ de regiunea Kitikmeot a teritoriului Nunavut.
În vestul peninsulei se întinde bazinul Foxe, la nord ea este separată de insula Baffin prin strâmtoarea Fury and Hecla iar la est se află golful Boothia, respectiv partea sa sudică, numită golful Committee. La sud, insula este legată de restul continentului prin istmul Rae. La sud de peninsulă, separată prin strâmtoarea Frozen se află insula Southampton. Peninsula Melville este brăzdată de o serie de pârâuri, râuri și lacuri, cel mai mare lac fiind lacul Hall, situat în nord-estul peninsulei.
În zona peninsulei Melville au fost identificate zăcăminte importante de minereu de fier, precum și concentrații mari de uraniu natural (mai ales în sedimentele lacustre și în apele din sudul peninsulei)
Peninsula este slab populată, existând doar două așezări umane: Hall Beach (numită în inuktitut Sanirajak, 68°46′38″N 081°13′27″V / 68.77722°N 81.22417°V, 654 locuitori în 2006) în centrul coastei estice și Repulse Bay (numită în inuktitut Naujaat, 
66°31′19″N 086°14′06″V / 66.52194°N 86.23500°V, 748 locuitori în 2006) în zona istmului Rae.
În plus, pe o mică insulă din vecinătatea coastelor nord-estice se află așezarea Igloolik (69°22′34″N 081°47′58″V / 69.37611°N 81.79944°V, 1538 locuitori în 2006).